# Пула
Пу́ла (хорв. Pula, итал. Pola, словен. Pulj) — город в Хорватии, на западном побережье полуострова Истрия в Адриатическом море. Население — 57 460 человек (по данным переписи 2011).

## Общие сведения
Пула — крупнейший город Истрии, расположенный почти на самой оконечности полуострова. Связан регулярным междугородним автобусным сообщением с другими крупными хорватскими городами, а также с Италией и Словенией. Из Пулы ведут шоссе вдоль побережья в сторону городов Ровинь, Пореч и Умаг (A9); а также к Риеке и далее к остальной Хорватии.
Рядом с городом расположен международный аэропорт.
Население города многонационально, бо́льшая часть — хорваты.
Население занято в туристической отрасли, рыболовстве и рыбопереработке, виноделии, судостроении, производстве изделий из стекла, строительной индустрии. Судоверфь Uljanik, одно из старейших предприятий в данной отрасли.
Южнее Пулы находятся известные туристические места, а на островах Бриони неподалёку от города — национальный парк.

## История

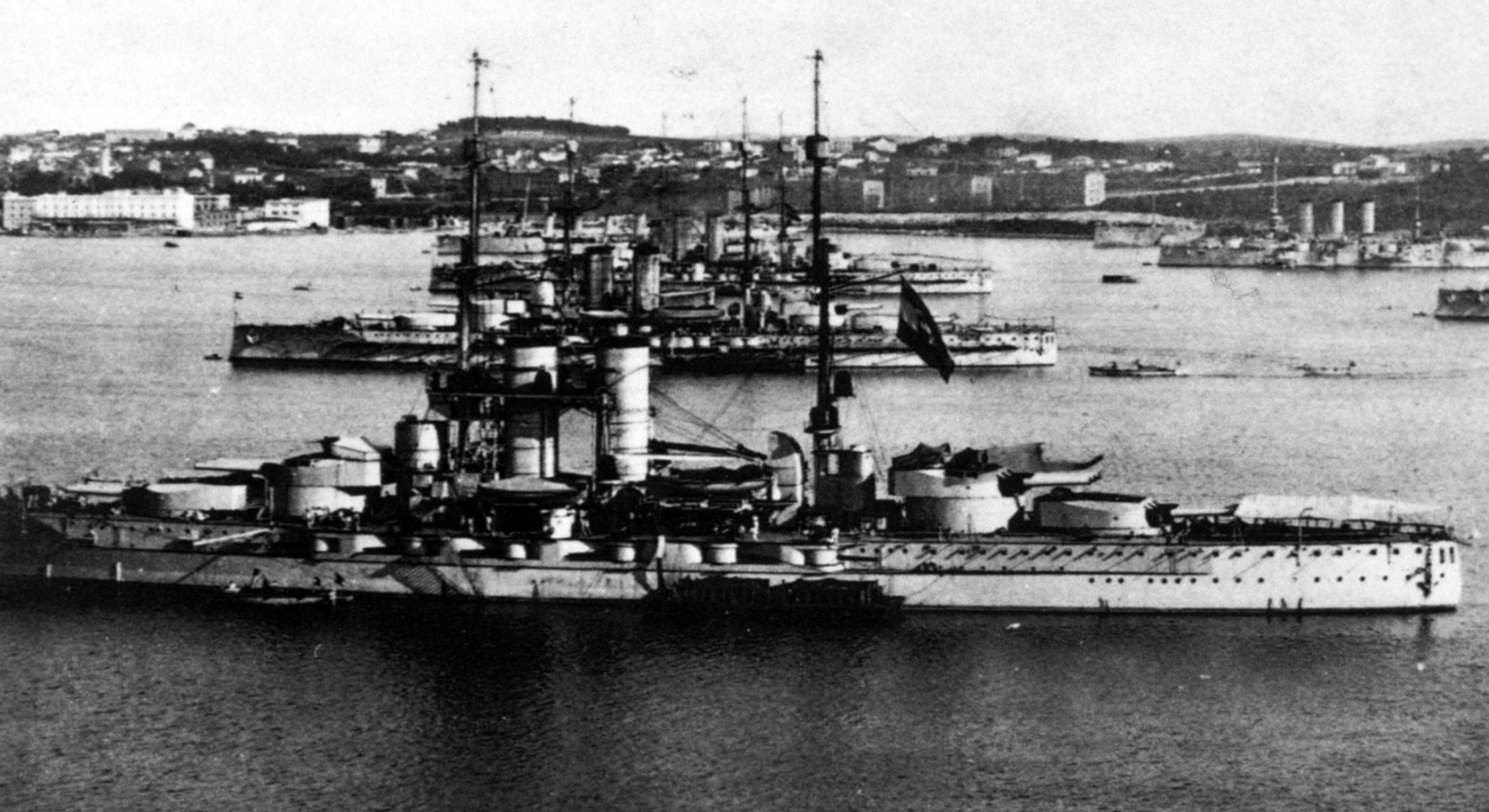
Дредноуты ВМФ Австро-Венгрии класса «Тегетгоф» в гавани Пулы

Пула была основана древними греками, став одной из первых греческих колоний на севере Адриатики. Расцвет города пришёлся на эпоху Древнего Рима. Римляне оценили важное стратегическое положение города, при них Пула становится крупнейшим и важнейшим городом Истрии, известным под именем Pietas Iulia Pola. Многочисленные достопримечательности римских времён, сохранившиеся до наших времён, хорошо иллюстрируют могущество и важность города в эту эпоху.
С 478-го года, времени падения Западной Римской империи, и по 1150-й год, когда город стал принадлежать Венеции, Пулой, как и всей Истрией, владели лангобарды, остготы, франки, славяне. Последние пришли на Истрию в VII веке.
Венецианской республике город принадлежал более 600 лет вплоть до её падения в 1797 году В XIV, XV и XVI веках город нередко оказывался на передней линии войн, которые Венеция вела с Генуей и с Габсбургами за господство над Адриатикой. Несколько раз во время этих войн Пула оккупировалась вражескими армиями, в результате некоторые древнеримские памятники оказались полностью разрушены.
После окончания войн с Наполеоном в 1813 году Пула снова вошла в Австрию.

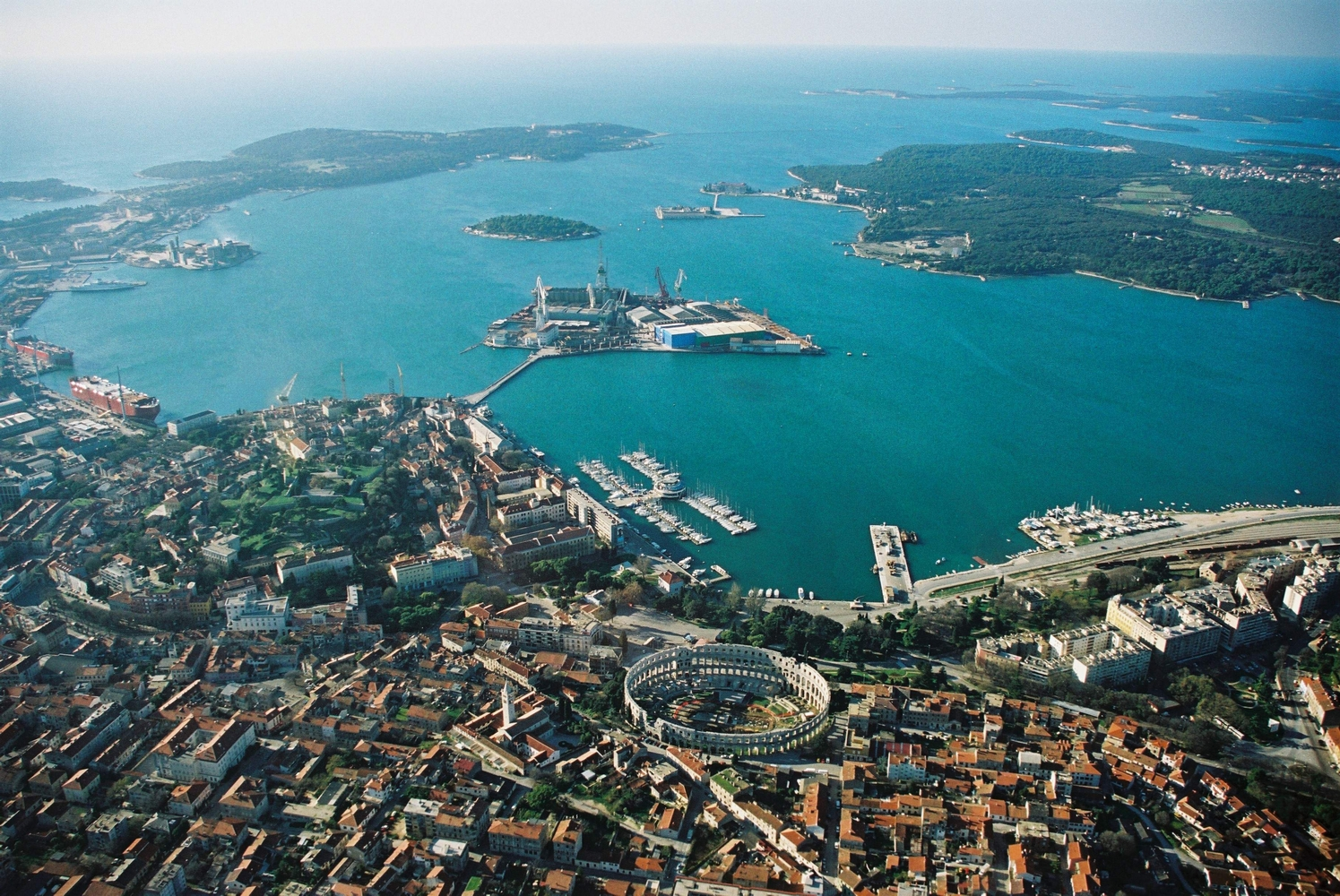
Вид на Пулу с самолёта

После Первой мировой войны, в 1920 году на основании Рапалльского договора Пула вместе со всем полуостровом Истрия перешла Италии, в то время как остальная Далмация вошла в состав Королевства сербов, хорватов и словенцев, позднее Королевства Югославия.
В 1943 году, после капитуляции Италии, Пула была оккупирована немецкими войсками.
После Второй мировой войны, в феврале 1947 года город стал частью ФНРЮ, бо́льшая часть итальянского населения города — до того весьма значительного — покинула Пулу.
После распада Югославии в 1991 году Пула стала частью независимой Хорватии.
В честь Пулы назван астероид (142) Пулана, открытый 28 января 1875 года австрийским астрономом Иоганном Пализой в обсерватории Пула, которая работала в городе в 1871—1914 годах, и где было открыто 29 астероидов.

## Достопримечательности

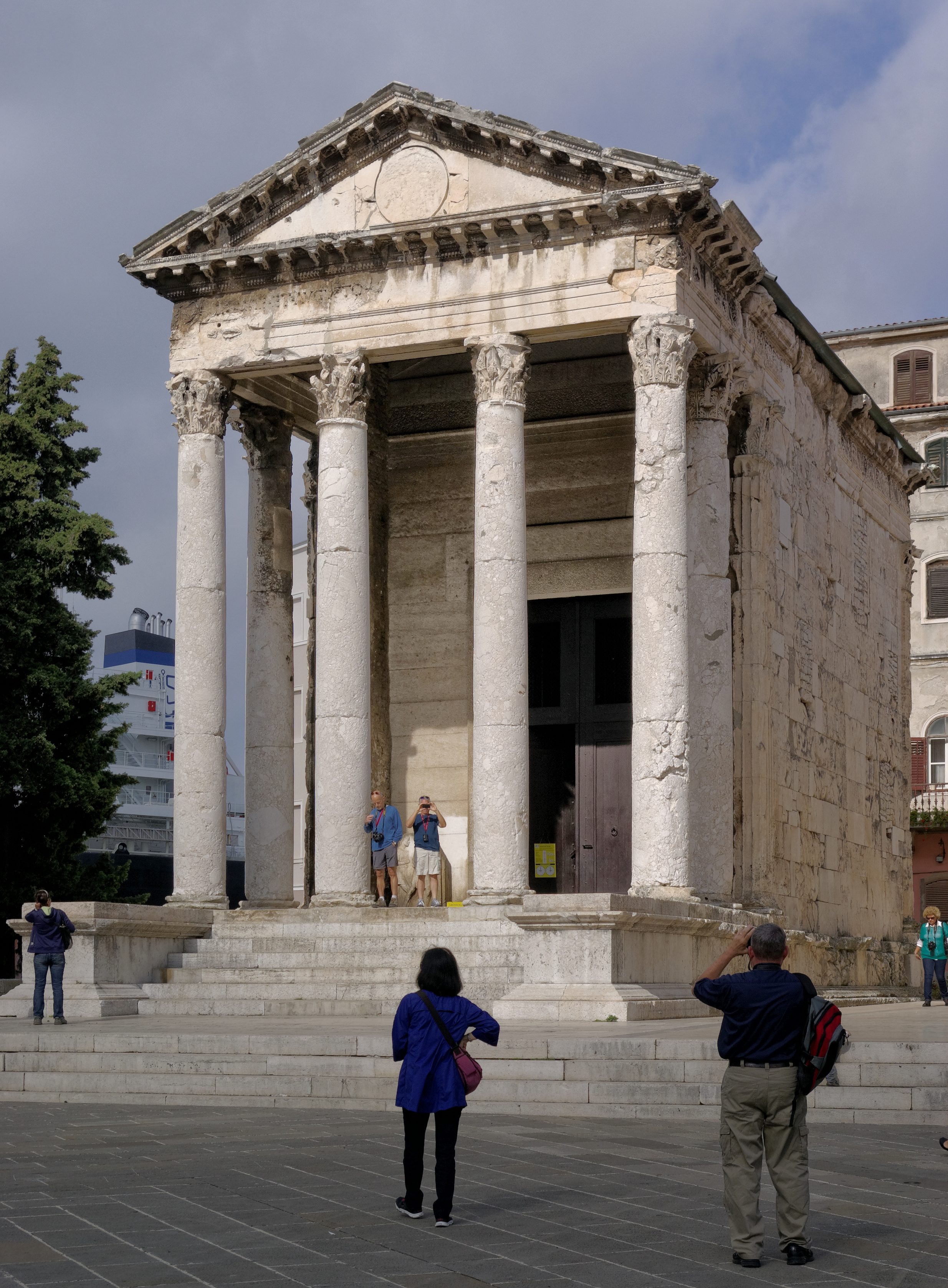
Храм Августа

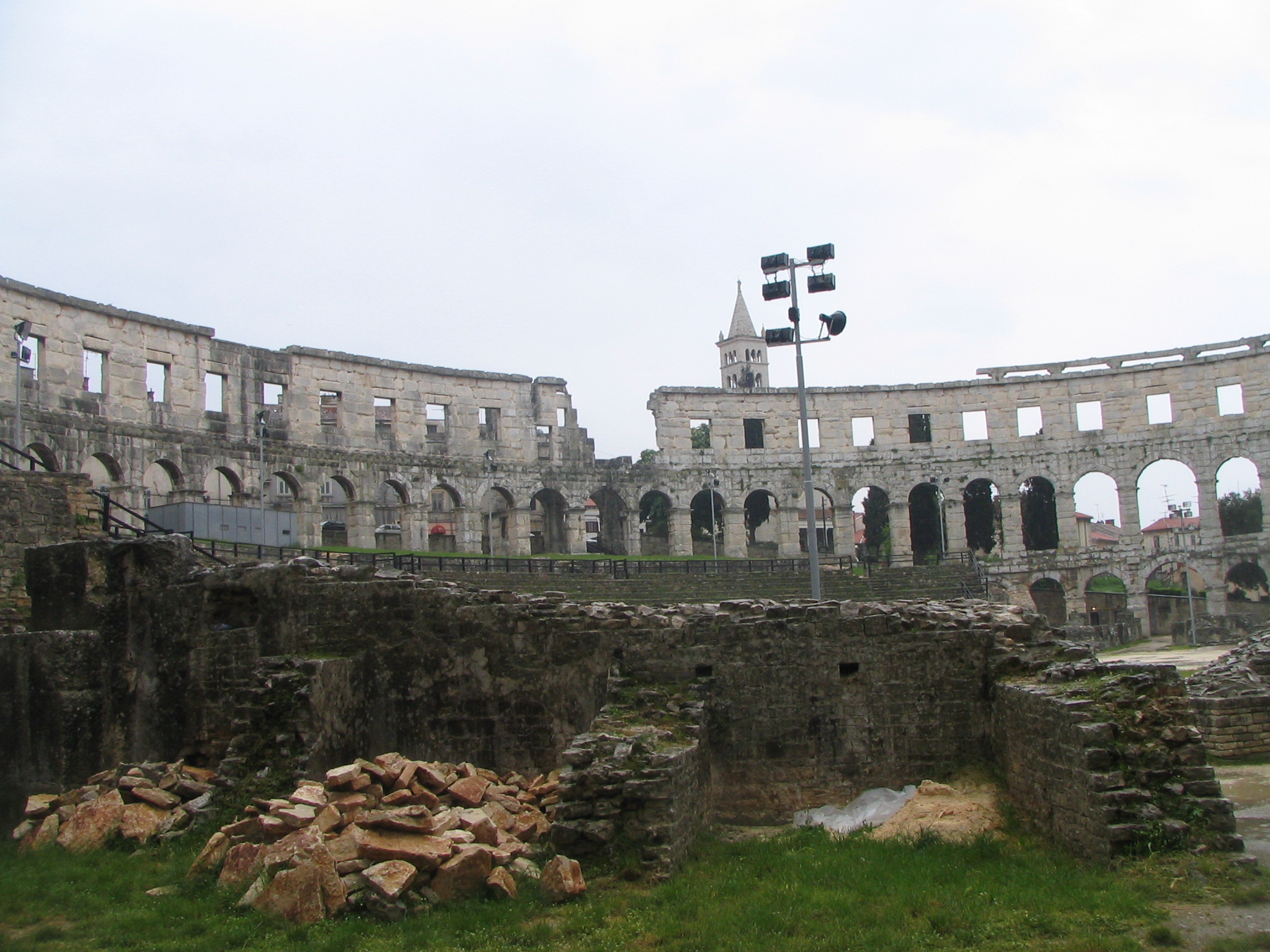
Амфитеатр Пулы

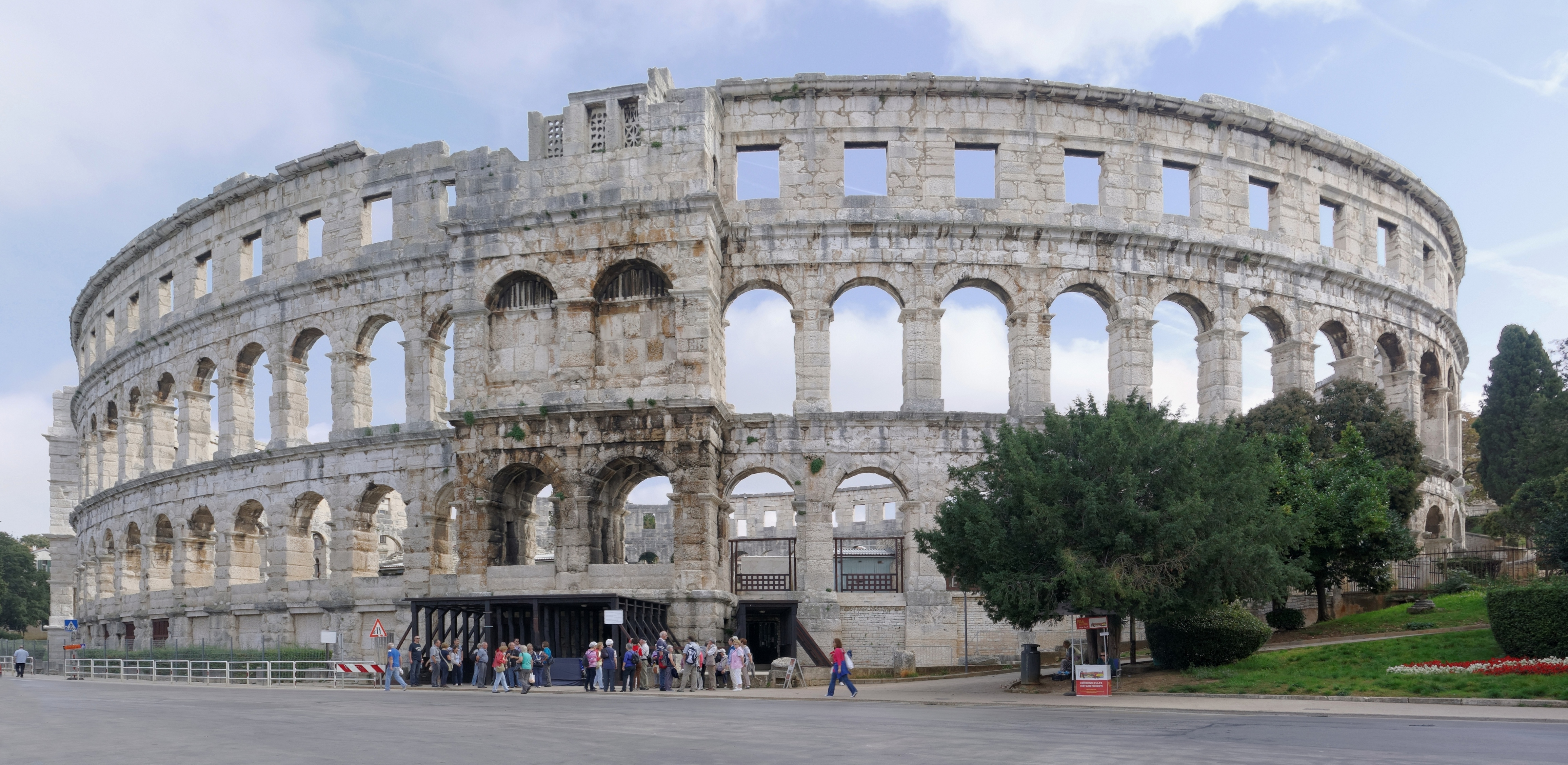
Римский амфитеатр в Пуле

- Древнеримский амфитеатр — построен в I веке нашей эры. Гигантское сооружение (его размеры 133х105 метров) вмещало 23 тысячи зрителей. Был одним из шести крупнейших колизеев Римской империи. Очень хорошо сохранился. В настоящее время в амфитеатре проводятся крупные концерты, в частности, в 2005 году в нём состоялся концерт Патрицио Буанне.
- Форум — римский форум, излюбленное место выступления хоровых коллективов.
- Триумфальная арка Сергиев (Золотые ворота) (27 год до н. э.) — древнеримская арка. Позднее была встроена в городские ворота. Рядом остатки городских стен римского периода.
- Храм Августа (между 2 годом до н. э. и 14 годом) — древнеримский храм в неплохом состоянии.
- Кафедральный собор — современное здание является результатом нескольких средневековых перестроек раннехристианского храма IV—V веков.
- Ратуша (1296).
- Церковь св. Николая (VI век) — классическая византийская базилика с иконостасом XVIII века; в настоящее время — действующая сербская православная церковь.
- Крепость Каштел (XVII век) — венецианская, позднее австрийская крепость на вершине холма, господствующего над старым городом.
- Морское казино (1872 год) — образец классической австро-венгерской архитектуры, при всех режимах служивший офицерским клубом.

## Известные уроженцы и жители
- Секст Палпеллий (ок. 15 до н. э. — после 50) — др.-римский гос. деятель;
- Андрошич, Валтер (род. 1977) — хорватский футболист, защитник клуба «Ровинь»;
- Антонелли, Лаура (28 ноября 1941 — 22 июня 2015) — итальянская актриса;
- Бенчич, Драгомир (30 октября 1911  — 23 июня 1967) — народный герой Югославии;
- Серджио Эндриго[итал.] (1933 — 2005) — итальянский певец и автор песен;
- Хаусер, Степан (род. 1986) — хорватский виолончелист. Участник дуэта виолончелистов 2Cellos;
- В 1894—1898 гг. в Пуле жил и работал Франц Легар, с 1896 г. руководивший Морским оркестром и написавший здесь вальс «Прекрасная пулянка» (фр. Le belle Polesane);
- В 1905—1906 годах в Пуле жил и занимался преподавательской деятельностью ирландский писатель Джеймс Джойс.
- Валли, Алида (31 мая 1921 — 22 апреля 2006) — итальянская актриса.
- Хорти, Миклош (младший) (14 февраля 1907 — 28 марта 1993) — младший сын регента Венгрии Миклоша Хорти, землевладелец и политик.

## Города-побратимы
- Новороссийск, Россия, с 1997года.(приостановлено в 2022 году, после вооруженной агрессии российской федерации против суверенной Украины).
- Ужгород, Украина.
- Сараево, Босния и Герцеговина, с 2012 года.